# Impôt direct
Un impôt direct est un impôt dû nominativement par une personne physique ou une personne morale. Taxant le capital ou le    revenu, il est périodique et fait généralement l'objet d'un recouvrement par voie de rôle. Il se distingue donc d'un impôt indirect, prélevé à l'occasion d'opérations précises et indépendamment de la personne.
La fiscalité directe est généralement déclarative (établie soit par l'intéressé ou par un tiers, en son nom en cas de prélèvement à la source).

## Incidence fiscale
L'impôt direct est réputé supporté et payé par la même personne. La personne qui verse le montant de l'impôt ne récupère pas ailleurs tout ou une partie de la taxe. C'est en ce sens qu'il s'oppose à l'impôt indirect. La notion d'incidence fiscale montre qu'en pratique, cette distinction n'est pas toujours exacte.

## Exemples

### Modernes
- Impôt sur le revenu des personnes physiques
- Taxe d'habitation (et la taxe d'enlèvement des ordures ménagères et la redevance audiovisuelle souvent rassemblées sur le même avis)
- Contribution sociale généralisée
- Impôt sur la fortune immobilière
- Impôt sur les sociétés
- Impôt fédéral direct (Suisse)

### Anciens
- Taille
- Capitation
- Contributions directes établies lors de la Révolution française